# Ocrepeira abiseo
Ocrepeira abiseo är en spindelart som beskrevs av Claude Lévi 1993. Ocrepeira abiseo ingår i släktet Ocrepeira och familjen hjulspindlar.
Artens utbredningsområde är Peru. Inga underarter finns listade i Catalogue of Life.